# Incorporated (album Grip Inc.)
Incorporated – czwarty album studyjny grupy muzycznej Grip Inc. Wydawnictwo ukazało się 16 marca 2004 roku nakładem wytwórni muzycznej SPV GmbH. W Japonii płyta ukazała się dzięki Victor Entertainment. W ramach promocji do utworu "Curse (of the Cloth)" został zrealizowany teledysk. Płyta dotarła do 140. miejsca francuskiej listy sprzedaży.

## Lista utworów
Opracowano na podstawie materiału źródłowego.
1. "Curse (of the Cloth)" (Chambers, Sorychta) - 05:04
2. "The Answer" (Chambers, Sorychta) - 03:49
3. "The Prophecy" (Chambers, Sorychta) - 04:19
4. "Endowment of Apathy" (Chambers, Sorychta) - 03:07
5. "Enemy Mind" (Chambers, Sorychta) - 03:24
6. "Skin Trade" (Chambers, Sorychta) - 04:25
7. "(Built to) Resist" (Chambers, Sorychta) - 04:28
8. "The Gift" (Chambers, Sorychta) - 04:12
9. "Privilege" (Chambers, Sorychta) - 04:49
10. "Blood of Saints" (Chambers, Sorychta) - 05:04
11. "Man with No Insides" (Chambers, Sorychta) - 05:32

## Twórcy
Opracowano na podstawie materiału źródłowego.

- Gus Chambers – wokal prowadzący
- Waldemar Sorychta – gitara, wokal wspierający, inżynieria dźwięku, produkcja
- Stuart Carruthers – gitara basowa
- Dave Lombardo – perkusja, instrumenty perkusyjne
- Eicca Toppinen – wiolonczela
- Sami Yli-Sirniö – sitar
- Su Maha Ya – skrzypce
- Jeff Collin – wokal
- Dennis Koehne - inżynieria dźwięku
- Siggi Bemm - inżynieria dźwięku